# Lijst van weg- en veldkapellen in Halderberge
Dit is een onvolledige lijst van veldkapellen in de gemeente Halderberge. Kapelletjes komen vooral in het zuiden van Nederland voor en werden dikwijls gebouwd ter verering van een heilige.
| Kapel                          | Adres                              | Plaats     | Bouwperiode  | Architect | Foto |
| ------------------------------ | ---------------------------------- | ---------- | ------------ | --------- | ---- |
| Mariakapel (Maria van de Spie) | Achter 't Hof                      | Hoeven     | 1952         |           |      |
| Mariakapel                     | Roosendaalsebaan                   | Oud Gastel | 1940         |           |      |
| Mariakapel                     | Stoofstraat-Lagestraat             | Oud Gastel | 1935         |           |      |
| Mariakapel                     | Jagersweg-Gastelseweg              | Oud Gastel | 1941 en 2008 |           |      |
| Kerkhofkapel                   | Begraafplaats, St. Bernaertsstraat | Oudenbosch | 1894         |           |      |
| Mariakapel                     | Industrieweg                       | Oudenbosch | Ca. 1960     |           |      |
| Mariakapel                     | Vaartweg                           | Oudenbosch |              |           |      |